# Palazzo Marchi
Il Palazzo Marchi è un edificio dalle forme neoclassiche, situato in strada della Repubblica 57 a Parma; è considerato uno degli edifici più belli della città.

## Storia
Il palazzo fu costruito tra il 1770 e il 1774 per il marchese Scipione Grillo, duca dell'Anguillara, su disegno dell'architetto e abate Giovanni Furlani.
Verso il 1780 l'edificio fu acquistato dal conte Francesco Galantino, amministratore delle Finanze Ducali, che tuttavia nel 1782 fu accusato di illeciti amministrativi. Nel 1859 il palazzo fu venduto alla famiglia Marchi, che pochi anni dopo acquistò la scenografica fontana di Proserpina, realizzata negli anni '20 del XVIII secolo da Giuliano Mozzani per il giardino della Reggia di Colorno; essa fu collocata nel giardino sul retro dell'edificio, ma già nel 1890 fu smantellata e venduta a un antiquario veneziano, che a sua volta la alienò all'estero; giunta scomposta e senza disegni che ne testimoniassero l'originaria disposizione, i suoi pezzi furono suddivisi in due gruppi per formare due fontane separate, posizionate rispettivamente davanti e dietro al castello di Waddesdon Manor in Inghilterra.
Durante la seconda guerra mondiale il palazzo divenne la sede del comando militare provinciale dell'esercito repubblicano; per questo subì un'irruzione dei partigiani nei primi giorni di luglio del 1944, che riuscirono a impossessarsi di una cospicua quantità di armi e munizioni.
Nei decenni seguenti la famiglia Marchi si occupò del restauro dell'intero edificio, parte del quale fu destinata a una pubblica funzione: dopo essere stato adibito per alcuni anni a sede dell'Istituto degli Studi Verdiani, tra il 2003 e il 2009 il palazzo ospitò la sede di rappresentanza della Fondazione Arturo Toscanini.
Nel novembre 2021 nel palazzo fu aperto al pubblico un percorso museale, riallestito nell'ottobre 2023 e arricchito con l'esposizione permanente del dipinto San Rocco del Parmigianino; l'edificio fu destinato anche a sede di mostre temporanee, tra cui, nel settembre-ottobre 2022, quella intitolata Persona, dell'artista multimediale Yuval Avital.

## Descrizione

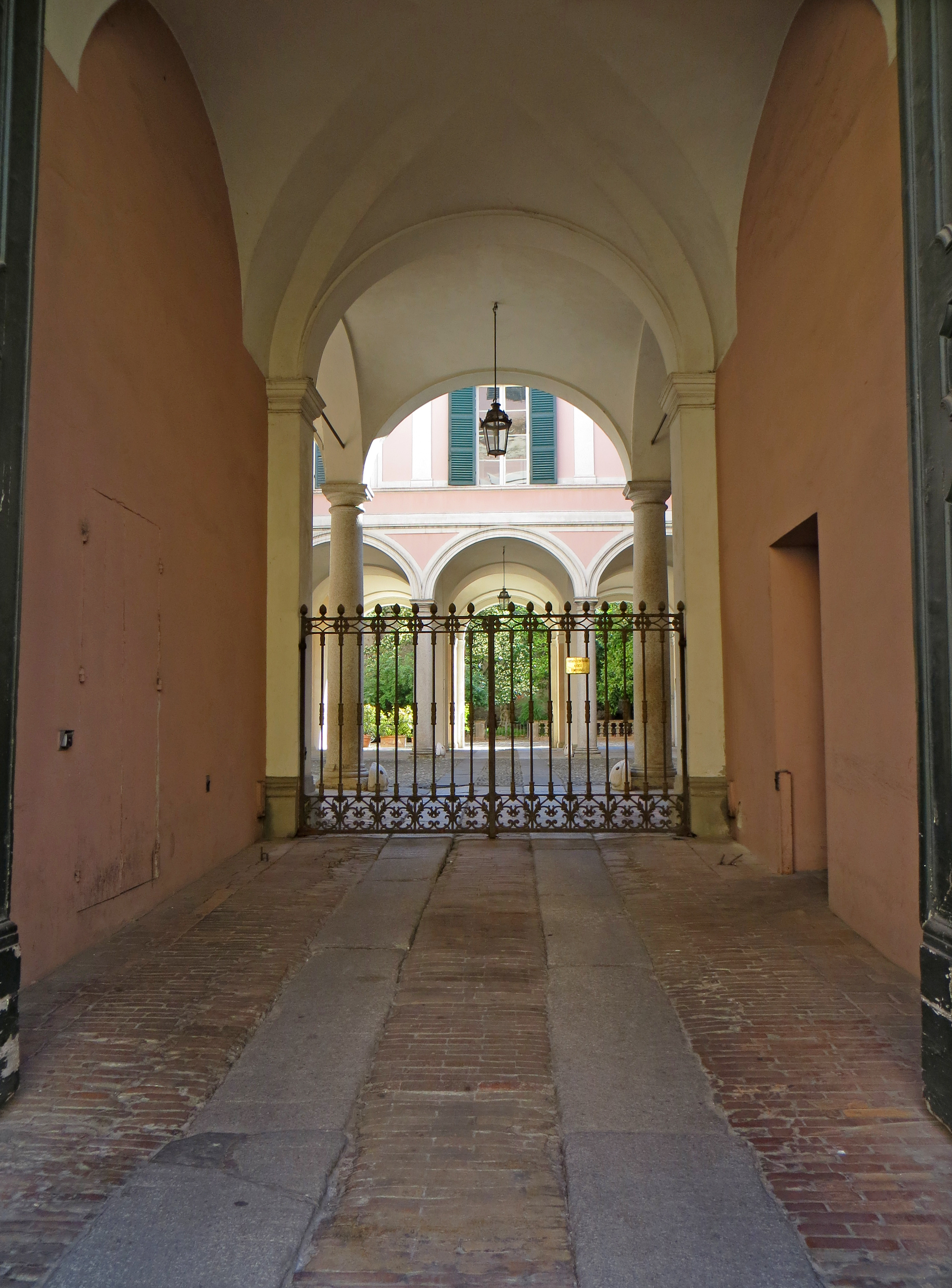
Androne

Il palazzo si estende tra strada della Repubblica e le laterali via Fra' Salimbene e borgo Lalatta, occupando tutta la porzione settentrionale dell'isolato.
La simmetrica facciata principale, interamente rivestita in finto bugnato, è suddivisa orizzontalmente da alti marcapiani intonacati, arricchiti da formelle; al centro si apre il grande portale d'ingresso, affiancato da due colonne doriche in marmo, che sorreggono un balcone balaustrato; ai lati si aprono tre grandi finestroni per parte, delimitati da cornici e sormontati da frontoni in alternanza triangolari e curvilinei; al piano nobile si affacciano nel mezzo una portafinestra e ai suoi fianchi sei imponenti finestroni, incorniciati da lesene scanalate a sostegno dei frontoni triangolari e curvilinei; al livello superiore si trovano sette finestre quadrate, delimitate da cornici modanate; in sommità si allunga il cornicione a dentelli di coronamento.
All'interno il palazzo si sviluppa attorno a un elegante cortile quadrato, circondato da un quadriportico ad arcate a tutto sesto rette da alte colonne doriche, sostituite negli spigoli da quattro pilastri quadrati; dal porticato di fronte all'ingresso si accede al secondo cortile, aperto su un lato.
Sulla destra della corte si affaccia l'imponente scalone a forbice in marmo e pietra, arricchito da numerose sculture in terracotta dello scultore neoclassico Giuseppe Carra; al piano nobile gli ambienti sono caratterizzati dalle decorazioni in stucco realizzate da Giocondo Albertolli; le sale sono inoltre impreziosite da eleganti arredi settecenteschi e da quadri, tra cui il San Rocco del Parmigianino.
L'ambiente più fastoso è l'ampio Salone delle Feste, decorato con ricchissimi stucchi sia sulla volta a padiglione sia sulle pareti.

## Percorso museale

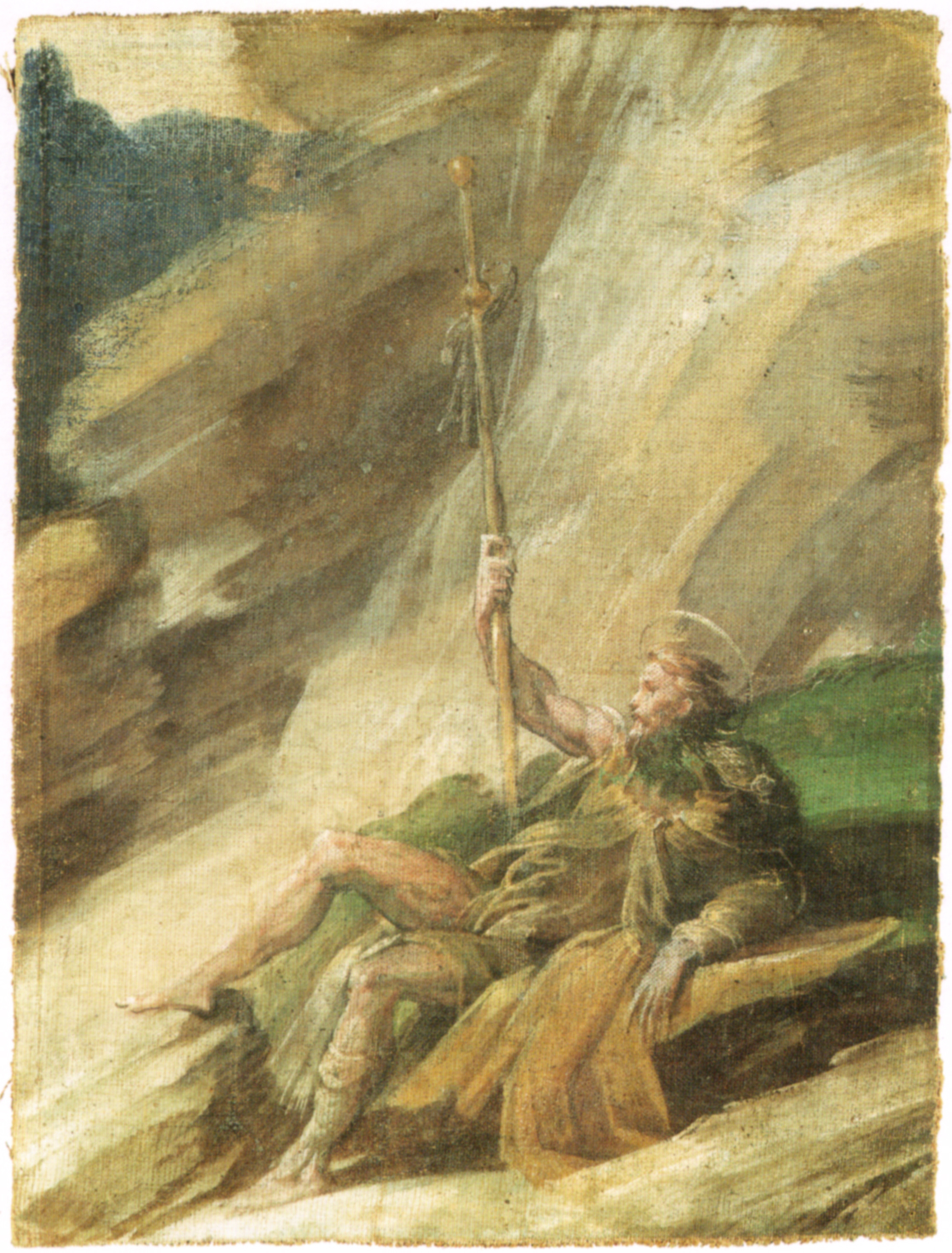
Parmigianino, San Rocco, 1528

Il percorso museale, aperto al pubblico nel 2021 e riallestito nel 2023, si snoda all'interno di alcuni ambienti del piano nobile, decorati con stucchi dell'Albertolli; le sale espongono una serie di opere d'arte collezionate dalla famiglia Marchi, comprendente arredi, sculture, argenterie, ceramiche, stampe e dipinti, tra cui il cinquecentesco San Rocco del Parmigianino.